# Kroženje dušika
Kroženje dušika je ciklus, pri katerem dušik neprestano kroži med zrakom, prstjo, rastlinami in živalmi. Dušik je prisoten v vsakem organizmu, saj je sestavni del in zato nujno potreben za sintezo aminokislin, ki tvorijo beljakovine, ter nukleinskih kislin; osnovnih gradnikov DNK in RNK. Prisoten pa je tudi pri drugih molekulah v procesih presnove.
Čeprav je dušik N2 glavni gradnik atmosfere (78 %), je v tej obliki praktično neuporaben za večino živih bitij, razen nekaterih bakterij in alg. Da bi organizmi prišli do dušika, se mora le-ta pretvoriti v druge kemične oblike, kot so amonijevi in nitratni ioni. Rastline le te črpajo iz prsti skozi korenine v svojo presnovo. Te uporabljajo živali v prehranjevalni verigi ali pa razpadejo. Ravno tako živali proizvajajo odpadke, umirajo in razpadajo. Bakterije pretvorijo razpadajoče organske snovi nazaj v amonijeve soli in nitrate v prsti.
Kljub veliki aktivnosti dušikovega cikla, je dušik običajno še vedno le eden od elementov, ki so nezadostni in omejujejo produktivnost mnogih ekosistemov. Še posebno je ta problem prisoten v intenzivnem poljedelstvu. Tradicionalno kmetijstvo se poslužuje gnojenja z živalskimi iztrebki (gnoj in gnojevka). Najboljši naravni gnojili pa sta gvano (iz ptičjih iztrebkov) in čilski soliter (kamenina iz Čila, ki je izredno bogata s solmi NaN03).
Leta 1903 je nemški kemik F. Haber iznašel proces za umetno sintezo amonijaka s spajanjem dušika in vodika. C. Bosch je leta 1909 postopek izpopolnil za množično proizvodnjo. Prvotno je bila proizvodnja amonijaka namenjena za vojaško industrijo, saj so nitrati osnova eksplozivnih sredstev (npr. TNT). Po prvi svetovni vojni pa se je proizvodnja amonijaka preusmerila na kmetijsko področje. Tako danes 80% sintetiziranega amonijaka po Haber-Boschovem postopku uporabijo za proizvodnjo umetnih gnojil.
V procesu denitrifikacije bakterije pretvarjajo organske dušikove spojine nazaj v atmosferski dušik.

## Razporeditev
Dušikov ciklus je eden najpomembnejših biogeokemičnih ciklov v naravi. Toda tako amonij kot vsi nitrati so zelo topne snovi, ki se zlahka izperejo in infiltrirajo iz prsti v vodotoke in naprej v morje. Če ne bi bilo dušikovega cikla bi ves atmosferski dušik po pretvorbi ostal raztopljen v morju. Oceani bi bili bogati z dušikom, medtem ko bi bile celine praktično brez njega spremenjene v biološke puščave. Temu se je narava izognila z dvema obrnjenima procesoma. Eden je fiksacija dušika, kjer se iz  N2 proizvaja topne spojine; drugi pa je denitrifikacija, kjer se v obliki anaerobne respiracije, iz območja bogatega z nitrati, dušik ponovno vrača v ozračje v obliki dvoatomarnega plina. Na ta način je glavno skladišče dušika vedno v zraku kjer je njegova koncentracija konstantno v ravnotežju. Kot pomembna skladišča dušika pa nastopajo tudi: organski dušik (rastlinski, živalski, mikrobni, talni), anorganski dušik v obliki NH4+, NO3-, NO2-, NH2OH, N2O, NO, (majhen vendar zelo aktiven rezervoar) in pa sedimenti (velik neaktiven rezervoar).

## Kroženje dušika sestavljajo štirje procesi:

### Fiksacija in asimilacija
pretvorba plinaste oblike v uporabno obliko, pretvorba N2 v nitrate in amonijak.
Nitrati: razelektritve strel, kozmično sevanje + kisik + N2 v kombinaciji z vodo ( dežjem ) tvori dušikovo kislino ( HNO3 ), ki prispe na zemljo → 35 mg/ha/leto.
Amonijak: biološka fiksacija ( 1,4–7 kg/ha/leto ) → 90% vsega fiksiranega N2
N2 → 2N: za to je potrebna energija 160 kcal/mol N2
2N + 3H2 → 2NH3; ob tem se spusti 13 kcal energije.
Biološka fiksacija poteka z:

• bakterijami Rizobium, ki živijo v mutualistični povezavi z metuljnicami (leguminoze) ali drugimi vrstami (jelše)

• prosto živečimi bakterijami (aerobni Azotobacter, anaerobni Clostridium )

• cianobakterij ( Nostoc, Calothrix ); tako v vodi kot na kopnem

• epifitski lišaji v tropih ( cianobakterija fiksira dušik in hkrati predstavlja algo v lišaju ).

Fiksiran dušik uporabijo rastline za sintezo organskih spojin živih tkiv. Dušik v odmrlih tkivih ni dostopen rastlinam, ampak mora biti transformiran z dekompozitorji v anorgansko oziroma mineralno obliko.

### Mineralizacija ali amonifikacija
Nastanek anorganske oblike dušika iz organske oblike imenujemo mineralizacija. Vir organskega dušika so proteini odmrlih rastlin, živali in bakterij. Ker v večini primerov nastane amonijak, proces imenujemo tudi amonifikacija.
Za nastanek amonijaka so potrebni ekstracelularni in intracelularni encimi. Gonilna sila za mineralizacijo dušika je mineralizacija ogljika. Mikroorganizmi razgradijo organsko snov, pri tem pa se sprostijo tudi ostali elementi, med katerimi je tudi dušik.
Dušik je prisoten v mnogih organskih in anorganskih spojinah. V komunalni odpadni vodi izvira pretežno iz človeškega metabolizma beljakovin. V sveži odpadni komunalni vodi je približno 60 % dušika v organski obliki in 40 % v anorganski. Organski dušik izvira iz aminokislin, beljakovin in uree, anorganski dušik izvira iz amonijevega iona. V kanalizacijskem sistemu, razen v iztoku specifičnih odpadnih voda industrije, se nitritni in nitratni ioni ne pojavljajo. S hidrolizo uree nastaja amonijev ion in ogljikov dioksid.

### Nitrifikacija
Biološki proces nitrifikacije je pretvorba ali oksidacija amonijevih ionov v nitrit in nato v nitratne ione. Nitrifikacija poteka z avtotrofnimi mikroorganizmi, proces pa poteka v dveh stopnjah. Najprej se amonijak v procesu nitricije oksidira v nitrit s pomočjo bakterij Nitrosomonas. Nato se nitrit v procesu nitracije oksidira z organizmi Nitrobacter do nitrata. Čeprav je več organizmov, ki so sposobni oksidirati amonijeve in nitritne ione, pa sta ti dve vrsti bakterij, ki sta posebno specializirani za nitrifikacijski proces in dosežeta celo do 10000x učinkovitejšo nitrifikacijo, kot to dosežejo drugi mikroorganizmi.
Pomembno je, da se nitriti v čim večji meri pretvorijo v nitratne ione, ker je akumulacija nitritov toksična za rastline. Tudi previsoka koncentracija nitrata v podtalnici je škodljive, kar posledično lahko vpliva npr. tudi na raven kisika v krvi pri dojenčkih.
Proces nitrifikacije je odkril ruski mikrobiolog Sergei Winogradsky.
Kemijski proces nitrifikacije
1. NH3 + CO2 + 1.5 O2 + Nitrosomonas → NO2- + H2O + H+
2. NO2- + CO2 + 0.5 O2 + Nitrobacter → NO3-
3. NH3 + O2 → NO2− + 3H+ + 2e−
4. NO2− + H2O → NO3− + 2H+ + 2e−

### Denitrifikacija
je proces, pri katerem mikroorganizmi pretvarjajo nitrat v atmosferski dušik (N2). Aktivni mikroorganizmi so večinoma heterotrofi, ki v procesu predelave porabljajo razpoložljiv (atmosferski) kisik, ali pa ga črpajo iz nitrata. 
Pogoj za izvedbo denitrifikacije je predhodni proces nitrifikacije.
Postopek denitrifikacije se izvaja v več stopnjah, do končne pretvorbe nitratnega iona v elementarni dušik. 
V samem postopku denitrifikacije nastajajo vmesni strupeni produkti, kot so nitrit (NO2), dušikov oksid (NO) in didušikov oksid (N2O).
S procesom denitrifikacije se zaključi kroženje dušika v naravi z vrnitvijo elementarnega dušika nazaj v atmosfero.
Denitrifikacija je bistvenega pomena za vračanje dušika nazaj v ozračje. Je edini način za zagotavljanje vsebnosti dušika v morju in kopnem. S tem je preprečeno, da bi se ves dušik iz atmosfere raztopil v morju, kar bi pomenilo onemogočenje življenja na kopnem. Danes se denitrifikacija uporablja kot tehnični postopek nadzorovanega ekološkega čiščenja odpadne vode in odstranjevanja nitratov, katerih prisotnost spodbuja evtrofikacijo in zmanjšanje pitnosti vode. Kot smo že omenili je bistvenega pomena prehod dušika nazaj v ozračje, kar je edini način da se pot dušika ne bo končala. Denitrifikacija je zahteven tehnični postopek nadzorovanega čiščenja odpadne vode.
Kemijski proces denitrifikacije:
1. NO3− → NO2− → NO + N2O → N2  (potek denitrifkacije preko vmesnih produktov)
2. 2NO3− + 10 e− + 12 H+ → N2 + 6 H2O  (denitrifikacija kot redoks reakcija)

## Človeški vpliv na dušikov cikel
Kot rezultat obsežnega gojenja stročnic (predvsem soje, lucerne in detelje) in vse obsežnejše uporabe Haber-Boschevega procesa pri izdelavi umetnih gnojil, ter onesnaževanja, ki ga povzročata promet in industrija, smo ljudje prispevali več kot dvojni letni prirastek dušika v naravni biološki sistem. Poleg tega smo tudi bistveno prispevali k prenosu dušika iz površine Zemlje v ozračje, in do vodnih sistemov. Največ dušika se sprošča v gosto naseljenih ter industrijsko in kmetijsko razvitih državah, npr. v Aziji.
Emisije dušikovega oksida (N2O) se povečujejo v ozračju tudi kot posledica zgorevanja biomase, govedoreje, ter zaradi drugih industrijskih virov. Dušikov oksid ima škodljive učinke v stratosferi, kjer se razgradi in deluje kot katalizator, ki uničuje atmosferski ozon. Dušikov oksid v ozračju je t. i. toplogredni plin, in je trenutno tretji največji povzročitelj globalnega segrevanja, takoj za ogljikovem dioksidom in metanom. Čeprav dušikov oksid ni tako nasičen v atmosferi kot ogljikov dioksid, pa pri enaki masi NO povzroča do 300krat večji učinek segrevanja planeta kot ogljikov dioksid.
Tudi amonijak (NH3) v ozračju se je potrojil kot posledica človekovih dejavnosti. V ozračju deluje kot reaktant in aerosol, zmanjšuje kakovost zraka in se spaja z vodnimi kapljicami, ter sčasoma povzroči kisel dež. Zaradi zgorevanja fosilnih goriv pa se je izpust NOx v ozračje povečal kar za 6 ali celo 7-krat. NO2 ali dušikov dioksid aktivno spremeninja atmosfersko kemijo, preprečuje nastanek ozona in prispeva k ustvarjanju smoga, kislega dežja, in posledično povečuje količino dušika v vseh ekosistemih.
Ekosistemske procese do neke mere lahko izboljšamo s povečanim gnojenjem z dušikom, vendar pa umetna gnojila lahko povzročijo tudi zasičenost dušika, ki nazadnje zmanjša produktivnost in lahko uniči rastline. 
Rezultat manjšanja biotske raznovrstnosti lahko povzroči tudi, da je na razpolago preveč dušika, zato se rastline (kot so trava) prilagodijo in posledično zahtevajo še več dušika ter s tem povzročijo nestabilnost različnih drugih, od dušika odvisnih vrst.

### Odpadne vode
Objekti za odplake, kot so greznice in zadrževalni objekti, sproščajo velike količine dušika v okolje z odtekanjem skozi cevovode v tla. Mikrobne aktivnosti razgrajajo dušik in druge onesnaževalce v odpadnih vodah po naravni poti, če količina ali koncentracija ne presegata zmogljivosti okolja.
Vendar pa na nekaterih področjih zemlja ni primerna za razgrajevanje vse odpadne vode, zato tam pogosto prihaja do okužb podtalnice in zemlje ... Odpadna voda, ki jo zemlja oz. mikrobi niso zmogli očistiti, se kopiči in na koncu konča v pitni vodi. Eden največjih onesnaževalcev pitne vode je dušik v obliki nitratov. Trenutna zakonska omejitev koncentracija nitratov v pitni vodi je 10 ppm, ali 10 mikrogramov na liter. Tipično gospodinjstvo pa lahko proizvede od 20-85 mikrogramov na liter odpadnih voda.
Zdravstveno tveganje, povezano z nitratno kontaminacijo pitne vode (več kot 10 ppm nitrata) je ključno za razvoj "methemoglobinemije" oz. po angleško (blue baby sindrom). 
Številne države že nekaj časa izvajajo programe za uvedbo naprednih sistemov čiščenja odpadnih voda. Rezultat teh sistemov je skupno znižanje dušika in drugih onesnaževalcev v odpadnih vodah.

### Vpliv na okolje
Dodatna tveganja, ki ga predstavlja povečanje fiksnega dušika v vodnih sistemih, se odraža v hitri rasti evtrofitnih jezer in oceanskih mrtvih con, cvetenja morja in hipoksije.
Obseg in posledice antropogeno povzročene podvojitve biološko dosegljivega dušika v tleh, vodah, zraku in zemlji v preteklem stoletju še vedno ni dokončno raziskano.